# China National Football League 2020
La China National Football League 2020 è l'8ª edizione del campionato cinese di football americano di primo livello, organizzato dalla CNFL.

## Squadre partecipanti
| Club                 | Città     | Stadio | Sponsor ufficiale | Risultato nella stagione 2019 |
| -------------------- | --------- | ------ | ----------------- | ----------------------------- |
| Beijing Barbarians   | Pechino   |        |                   |                               |
| Chengdu Pandaman     | Chengdu   |        |                   |                               |
| Foshan Tigers        | Foshan    |        |                   |                               |
| Guangzhou Apaches    | Canton    |        |                   |                               |
| Hangzhou Smilodons   | Hangzhou  |        |                   |                               |
| Qingdao Conquerors   | Tsingtao  |        |                   |                               |
| Shanghai Street Cats | Shanghai  |        |                   |                               |
| Shanghai Titans      | Shanghai  |        |                   |                               |
| Shenyang King Kong   | Shenyang  |        |                   |                               |
| Zhengzhou Steamer    | Zhengzhou |        |                   |                               |

## Stagione regolare

### Calendario

#### 1ª giornata
| 22 agosto 2020 | Zhengzhou Steamer | 28 – 32 | Chengdu Pandaman |  |

| 22 agosto 2020 | Beijing Barbarians | 66 – 8 | Qingdao Conquerors |  |

| 22 agosto 2020 | Shenyang King Kong | 0 – 15 | Hangzhou Smilodons |  |

| 23 agosto 2020 | Foshan Tigers | 6 – 8 | Guangzhou Apaches |  |

| 23 agosto 2020 | Shanghai Street Cats | 0 – 21 (a tavolino) | Shanghai Titans |  |

#### 2ª giornata
| 19 settembre 2020 | Guangzhou Apaches | 20 – 20 | Chengdu Pandaman |  |

| 19 settembre 2020 | Qingdao Conquerors | 28 – 3 | Zhengzhou Steamer |  |

| 19 settembre 2020 | Foshan Tigers | 22 – 20 (d.t.s.) | Shanghai Titans |  |

| 20 settembre 2020 | Hangzhou Smilodons | 21 – 14 | Shanghai Street Cats |  |

#### Recuperi
| 20 settembre 2020 | Shenyang King Kong | 7 – 34 | Beijing Barbarians |  |

#### 3ª giornata
| 17 ottobre 2020 | Shanghai Titans | 28 – 20 | Beijing Barbarians |  |

| 17 ottobre 2020 | Zhengzhou Steamer | 20 – 14 | Shenyang King Kong |  |

| 17 ottobre 2020 | Hangzhou Smilodons | 37 – 23 | Guangzhou Apaches |  |

| 18 ottobre 2020 | Chengdu Pandaman | 22 – 0 | Foshan Tigers |  |

| 18 ottobre 2020 | Shanghai Street Cats | 0 – 21 (a tavolino) | Qingdao Conquerors |  |

#### 4ª giornata
| 14 novembre 2020 | Beijing Barbarians | 21 – 0 (a tavolino) | Shanghai Street Cats |  |

| 14 novembre 2020 | Qingdao Conquerors | 21 – 0 (a tavolino) | Shenyang King Kong |  |

| 14 novembre 2020 | Chengdu Pandaman | 36 – 7 | Shanghai Titans |  |

| 14 novembre 2020 | Guangzhou Apaches | 33 – 20 | Zhengzhou Steamer |  |

| 14 novembre 2020 | Foshan Tigers | 0 – 29 | Hangzhou Smilodons |  |

### Classifica
La classifica della regular season è la seguente:
- PCT = percentuale di vittorie, G = partite giocate, V = partite vinte,  P = partite perse, PF = punti fatti, PS = punti subiti

| Pos. | Squadra              | PCT   | G | V | N | P | PF  | PS  |
| ---- | -------------------- | ----- | - | - | - | - | --- | --- |
| 1    | Hangzhou Smilodons   | 1.000 | 4 | 4 | 0 | 0 | 102 | 37  |
| 2    | Chengdu Pandaman     | .875  | 4 | 3 | 1 | 0 | 110 | 55  |
| 3    | Beijing Barbarians   | .750  | 4 | 3 | 0 | 1 | 141 | 43  |
| 4    | Qingdao Conquerors   | .750  | 4 | 3 | 0 | 1 | 78  | 69  |
| 5    | Guangzhou Apaches    | .625  | 4 | 2 | 1 | 1 | 84  | 83  |
| 6    | Shanghai Titans      | .500  | 4 | 2 | 0 | 2 | 76  | 78  |
| 7    | Zhengzhou Steamer    | .250  | 4 | 1 | 0 | 3 | 71  | 107 |
| 8    | Foshan Tigers        | .250  | 4 | 1 | 0 | 3 | 28  | 79  |
| 9    | Shenyang King Kong   | .000  | 4 | 0 | 0 | 4 | 21  | 90  |
| 10   | Shanghai Street Cats | .000  | 4 | 0 | 0 | 4 | 14  | 84  |

## Playoff

### Tabellone
|  | Wild card | Wild card          | Wild card        |                    |                    | Semifinali         | Semifinali         | Semifinali |  |  | VIII Finale | VIII Finale | VIII Finale |  |
|  |           |                    |                  |                    |                    |                    |                    |            |  |  |             |             |             |  |
|  |           |                    |                  |                    |                    | 1                  | Hangzhou Smilodons | 20         |  |  |             |             |             |  |
|  |           |                    |                  |                    |                    | 1                  | Hangzhou Smilodons | 20         |  |  |             |             |             |  |
|  |           |                    |                  | Qingdao Conquerors | 6                  |                    |                    |            |  |  |             |             |             |  |
|  | 4         | Qingdao Conquerors | 8                | Qingdao Conquerors | 6                  |                    |                    |            |  |  |             |             |             |  |
|  | 4         | Qingdao Conquerors | 8                |                    |                    |                    |                    |            |  |  |             |             |             |  |
|  | 5         | Guangzhou Apaches  | 6                |                    |                    |                    |                    |            |  |  |             |             |             |  |
|  | 5         | Guangzhou Apaches  | 6                |                    | Hangzhou Smilodons | Hangzhou Smilodons | 33                 |            |  |  |             |             |             |  |
|  |           |                    |                  |                    |                    |                    |                    |            |  |  |             |             |             |  |
|  |           |                    | Chengdu Pandaman | Chengdu Pandaman   | 24                 |                    |                    |            |  |  |             |             |             |  |
|  |           |                    |                  | Chengdu Pandaman   | 24                 |                    |                    |            |  |  |             |             |             |  |
|  |           |                    |                  |                    |                    |                    |                    |            |  |  |             |             |             |  |
|  |           |                    |                  |                    |                    |                    |                    |            |  |  |             |             |             |  |
|  |           | 2                  | Chengdu Pandaman | 1                  |                    |                    |                    |            |  |  |             |             |             |  |
|  |           |                    |                  | 1                  |                    |                    |                    |            |  |  |             |             |             |  |
|  |           |                    |                  | Beijing Barbarians | 0 d.g.s.           |                    |                    |            |  |  |             |             |             |  |
|  | 3         | Beijing Barbarians | 48               | Beijing Barbarians | 0 d.g.s.           |                    |                    |            |  |  |             |             |             |  |
|  | 3         | Beijing Barbarians | 48               |                    |                    |                    |                    |            |  |  |             |             |             |  |
|  | 6         | Shanghai Titans    | 0                |                    |                    |                    |                    |            |  |  |             |             |             |  |

### Wild Card
| 28 novembre 2020 | Beijing Barbarians | 48 – 0 | Shanghai Titans |  |

| 28 novembre 2020 | Qingdao Conquerors | 8 – 6 | Guangzhou Apaches |  |

### Semifinali
| 12 dicembre 2020 | Hangzhou Smilodons | 20 – 6 | Qingdao Conquerors |  |

| 19 dicembre 2020 | Chengdu Pandaman | 1 – 0 (a tavolino) | Beijing Barbarians |  |

### VIII Finale
| 9 gennaio 2021 | Hangzhou Smilodons | 33 – 24 | Chengdu Pandaman |  |

## Verdetti
- Hangzhou Smilodons Campioni della Cina 2020